# Shut Your Mouth and Open Your Eyes
Shut Your Mouth and Open Your Eyes – trzeci album studyjny amerykańskiego zespołu punk rockowego AFI. Wydany został 11 listopada 1997 roku przez Nitro Records.

## Lista utworów
Na podstawie źródeł.
1. "Keeping Out of Direct Sunlight" - 0:58
2. "Three Reasons" - 1:33
3. "A Single Second" - 2:12
4. "pH Low" - 1:42
5. "Let It Be Broke" - 2:06
6. "Third Season" - 2:48
7. "Lower Your Head and Take It in the Body" - 1:46
8. "Coin Return" - 2:33
9. "The New Patron Saints and Angels" - 2:17
10. "Three Seconds Notice" - 1:35
11. "Salt for Your Wounds" - 2:24
12. "Today's Lesson" - 2:14
13. "The Devil Loves You" - 1:30
14. "Triple Zero" - 2:50

| Wydanie wynilowe         |
| ------------------------ |
| 15. "Last Caress" - 2:00 |

| Wydanie japońskie                                |
| ------------------------------------------------ |
| 15. "Self-Pity" - 0:56 16. "Key Lime Pie" - 0:37 |